# 애나 섀퍼
애나 섀퍼(Anna Shaffer, 1992년 3월 15일 ~ )는 잉글랜드의 배우, 모델이다.

## 출연 작품

### 영화
- 해리 포터와 혼혈 왕자 (2009) - 로밀다 베인 역
- 해리 포터와 죽음의 성물 1부 (2010) - 로밀다 베인 역
- 해리 포터와 죽음의 성물 2부 (2011) - 로밀다 베인 역

### 텔레비전
- 홀리오크 (2011-14, 2017-18) - 루비 버튼 역
- 위쳐 (2019-) - 트리스 메리골드 역